# Dialetto novese
Il novese (noveise /nuˈvei̯ze/ in lingua ligure, localmente [nuˈvai̯ze]) è la varietà linguistica tradizionale di Novi Ligure. Nella classificazione scientifica è accomunata con quelle dell'Oltregiogo centrale (proprie di centri fra cui Serravalle e Arquata in Valle Scrivia o Borghetto e Vignole nella bassa Val Borbera).

## Caratteristiche
Fra le caratteristiche fonetiche di raccordo con l'area linguistica ligure del dialetto di Novi figura soprattutto la conservazione delle vocali finali (nonostante queste possano arrivare alla caduta all'interno della parola), mentre la reintroduzione della desinenza -[emu] per la prima persona plurale delle forme verbali contro quella piemontese -['u:ma] è particolarmente indicativa del forte influsso dai modelli liguri di cui questa varietà risente, ancor più di alcune aree limitrofe più vicine alla Liguria. Risulta invece assente la palatizzazione spinta dei nessi -BL-, -FL- e -PL- (BLANCU(M) > ['biaŋku] a differenza del ligure comune ['ʤaŋku] o PLUS > ['py] contro ['ʧy]), caratteristica che riaffiora però in centri relativamente prossimi come Gavi o Serravalle Scrivia e che manca, viceversa, anche in alcune zone della stessa Provincia di Genova (Val d'Aveto, alta Val Trebbia e qua e là in alta Valle Scrivia).